# Élections législatives fidjiennes de 1994
Des élections législatives ont lieu aux Fidji du 18 au 25 février 1994, pour renouveler l'ensemble des soixante-et-onze sièges de la Chambre des Représentants, chambre basse du Parlement.
Les députés sont élus avec un mandat de cinq ans. Le gouvernement (Premier ministre et ministres) émane de sa majorité.

## Contexte et partis politiques
Le Premier ministre sortant, le général Sitiveni Rabuka, avait pris le pouvoir par un coup d'État militaire en 1987, renversant le gouvernement travailliste du Premier ministre Timoci Bavadra. Alléguant la nécessité de sauvegarder la suprématie de la population autochtone, Rabuka avait restreint les droits politiques des Indo-Fidjiens, descendants de migrants venus d'Inde à la fin du XIXe siècle et au début du XXe siècle. En particulier, une nouvelle Constitution en 1990 garantissait une majorité de sièges au Parlement pour les autochtones. Sous cette Constitution (abrogée par la suite en 1997), les électeurs catégorisés comme autochtones élisent trente-huit députés, nécessairement autochtones, et les électeurs catégorisés comme 'Indiens' élisent vingt-sept députés issus de leur communauté, malgré la quasi-parité démographique entre ces deux principales communautés. Un siège revient aux autochtones polynésiens de Rotuma, et les cinq autres sièges sont réservés aux représentants des autres minorités, confondues - c'est-à-dire notamment les citoyens d'origine ethnique 'européenne' ou 'asiatique' (autre qu'indienne). En outre, la tête du gouvernement est réservée aux Fidjiens autochtones.
Les élections précédentes ont eu lieu en 1992, produisant une législature mandatée jusqu'en 1997. Le scrutin de 1994 est donc une élection anticipée. Elle est provoquée par un rejet du budget par le Parlement, synonyme d'un retrait de confiance en l'exécutif par le législatif. Ce rejet du budget est lui-même provoqué par une scission dans le principal parti du gouvernement Rabuka, le Soqosoqo ni Vakavulewa ni Taukei ("Parti politique autochtone", en fidjien ; SVT), parti conservateur et nationaliste autochtone.
Le gouvernement sortant est une coalition du SVT autochtone et du Parti des Électeurs généraux (GVP), représentant les intérêts des petites minorités ethniques (électeurs blancs, asiatiques, métis... dits « électeurs généraux »), tout en soutenant le SVT. Face à lui, trois principales forces d'opposition : le Parti de la Fédération nationale (NFP), répresentant principalement la population rurale indo-fidjienne ; le Parti travailliste fidjien (FLP), principal mouvement de centre-gauche, multi-ethnique et issu des forces syndicales, mais soutenu surtout par des Indo-Fidjiens ; et le Parti de l'Association fidjienne (FAP), autochtone, issu d'une scission dans le SVT, et davantage disposé à s'entendre avec les représentants politiques indo-fidjiens.

## Résultats
| Parti                    | Parti                            | Voix    | %     | +/-  | Sièges | +/-           |
| ------------------------ | -------------------------------- | ------- | ----- | ---- | ------ | ------------- |
|                          | Soqosoqo ni Vakavulewa ni Taukei | 145 091 | 40,91 | 2,73 | 31     | 1             |
|                          | Parti de la fédération nationale | 63 097  | 17,79 | 1,72 | 20     | 6             |
|                          | Parti travailliste               | 51 951  | 14,65 | 1,42 | 7      | 6             |
|                          | Parti de l'Association fidjienne | 34 976  | 9,86  | Nv   | 5      | 5             |
|                          | Congrès national                 | 21 808  | 6,15  | 1,80 | 1      | 1             |
|                          | Parti nationaliste fidjien       | 14 446  | 4,07  | 4,32 | 0      | 3             |
|                          | Soqosoqo ni Taukei ni Vanua      | 6 417   | 1,81  | 0,82 | 0      | 2             |
|                          | Parti des Électeurs généraux     | 4 339   | 1,22  | 0,21 | 4      | 1             |
|                          | Indépendants                     | 12 549  | 3,54  | 0,24 | 2      | 1             |
|                          |                                  |         |       |      |        |               |
| Votes valides            | Votes valides                    | 237 307 | 99,06 |      |        |               |
| Votes blancs et nuls     | Votes blancs et nuls             | 2 260   | 0,94  |      |        |               |
| Total                    | Total                            | 239 567 | 100   | –    | 70     | en stagnation |
| Abstentions              | Abstentions                      | 90 525  | 27,42 |      |        |               |
| Inscrits / participation | Inscrits / participation         | 330 092 | 72,58 |      |        |               |

## Analyse
L'élection est une déconvenue pour la nouvelle formation politique qu'est l'Association fidjienne. Le SVT de Sitiveni Rabuka, soutenu par la majeure partie de la population autochtone, obtient trente-deux sièges, soit quatre de moins que la majorité absolue. Le Parti des Électeurs généraux, avec quatre députés, lui renouvelle son soutien, lui permettant ainsi de gouverner, et il conforte sa majorité parlementaire grâce à la confiance des deux députés sans étiquette. La communauté indo-fidjienne, pour sa part, a majoritairement porté ses suffrages sur le NFP, qui connaît là sa dernière bonne performance électorale ; il s'effondrera aux élections de 1999.
Fort de ses soutiens, Rabuka constitue à nouveau un gouvernement exclusivement autochtone.